# Бикини
Вижте пояснителната страница за други значения на Бикини.
Бикини е дамски бански костюм от 2 части – сутиен (покриващ гърдите) и гащета (покриващи таза и дупето). Размерът на горната и на долната част може варира в широки граници, но пъпът винаги е открит.

## История
Бикините като комплект са демонстрирани за първи път на модно ревю в Париж на 5 юли 1946 г. от модния дизайнер Луи Реар. Преди това са използвани цели бански костюми, прикриващи тялото в значително по-голяма степен.
Новият костюм носи името си от атол Бикини, където по онова време е извършена поредицата от американски ядрени опити Операция „Кросроудс“. За демонстрацията на костюма моделиерът среща трудност да намери достатъчно смела манекенка, поради което използва танцьорка от нощен клуб в Париж.
За кратко време бикините завладяват плажовете на Западна Европа, с изключение на Испания, където са забранени по указание на генерал Франко. Едва след повече от 10 години бикините са възприети в пуританските САЩ, за което заслуга има филмът „И Господ създаде жената“ с участие на Бриджит Бардо. Бикините стават модни в САЩ едва в началото на 1960-те години.
Днес бикините са неделим елемент на плажната мода. Техните размери все повече намаляват и се показват по-големи части от женското тяло (вж. прашки). Те са разпространени из цял свят, но на места като Близкия Изток те са забранени за носене.
Появява се и аналог на бикините, предназначен за мъже, наречен манкини.

## В спорта
Бикините са се превърнали в неразделна част от женските спортове. Те са част от униформата за плажен волейбол и се носят много често в леката атлетика и други спортове. Спортните бикини добиват популярност най-вече след 1990-те години. Плувкините обикновено не носят бикини по време на състезание, тъй като Международната федерация по плуване е забранила на плувкините да се състезават с такива през 1960 г.

## Разновидности
Бикини могат да се направят от почти всякакъв вид плат, като той е важна част от дизайна им.
- Танкини
- Буркини
- Спорткини
- Танга-бикини
- Монокини
- Микрокини (стринг-бикини)
- Стикини
- Трикини
- Нанокини
- Манкини